# Wayne Larkins
Wayne Larkins (* 22. November 1953 in Roxton, Vereinigtes Königreich; † 28. Juni 2025 in Coventry, Vereinigtes Königreich) war ein englischer Cricketspieler, der zwischen 1979 und 1991 für die englische Nationalmannschaft spielte.

## Aktive Karriere
Larkins gab sein First-Class-Debüt im Jahr 1972 und spielte in der Folge für Northamptonshire. Für diese half er beim Gillette Cup 1976 den ersten großen Titel im nationalen englischen Cricket zu gewinnen. Sein Nationalmannschaftsdebüt erfolgte im Halbfinale des Cricket World Cup 1979 gegen Neuseeland, was das Team gewinnen konnte. Im Finale unterlag er dann mit England gegen die West Indies. Trotz nur mäßiger Leistungen dort wurde er im folgenden Winter nach Australien mitgenommen, wo er unter anderem sein Test-Debüt gab. Er verblieb zunächst im Team, entschied sich jedoch dann im Jahr 1982 an der Rebel-Tour in Südafrika teilzunehmen und damit den geltenden Boykott Südafrikas auf Grund der Apartheids-Politik zu unterlaufen. Daraufhin wurde er für drei Jahre gesperrt. Während der Zeit spielte er im nationalen Cricket Südafrikas für Eastern Province und ging seiner Leidenschaft für Fußball für Birmingham Town im Non-League football nach. Es sollte bis zum Oktober 1989 dauern, bis er wieder einen Platz in der Nationalmannschaft erhielt, als dieses an einem Sechs-Nationen-Turnier in Indien teilnahm. Gegen Australien gelang ihm dabei ein Century über 124 Runs aus 126 Bällen, wofür er als Spieler des Spiels ausgezeichnet wurde. Im Februar 1990 erzielte er die entscheidenden Runs beim überraschenden Sieg im ersten Test in den West Indies. Im dritten Spiel der Serie gelang ihm ein Fifty über 54 Runs, jedoch verlor England später die Serie deutlich. In der Saison 1990/91 reiste er mit dem Team erneut nach Australien, wo ihm im zweiten Test zwei Fifties (64 & 54 Runs). Doch war diese Tour sein letzter Einsatz im Nationalteam. Er wechselte 1991 nach Durham, wo er 1995 sein letztes First-Class-spiel absolvierte. In der Folge spielte er bis 2001 noch für zwei Minor Counties.

## Nach der aktiven Karriere
Im Jahr 2006 wurde er zu einer Geld- und Bewährungsstrafe für Betrug verurteilt, als er mit seiner Freundin versuchte mit gefälschter Unterschrift einen Hauskredit zu bekommen. Im Juni 2025 verstarb er nach kurzer Krankheit im Alter von 71 Jahren.